# Psylloidea
Los psiloideos (Psylloidea) son una superfamilia de hemípteros del suborden Sternorrhyncha, incluyendo entre otros los llamados "piojos saltarines".
Miden de uno a diez milímetros. Son de distribución mundial, más diversos en las zonas tropicales y semitropicales. Se alimentan principalmente de dicotiledóneas, unos pocos se alimentan de monocotiledóneas y cuatro especies en coníferas. En general son altamente especializados. Las ninfas pasan por cinco estadios antes de llegar a adultos.
Hay  8  familias vivientes con 3000 a 3500 especies. Se conocen tres familias extintas.

## Familias
Paraneoptera Species File lista:
- Aphalaridae
- Calophyidae
- Carsidaridae
- Homotomidae
- Liviidae
- Phacopteronidae
- Psyllidae
- Triozidae

Se reconocen las siguientes familias extintas:
- †Liadopsyllidae
- †Malmopsyllidae
- †Neopsylloididae

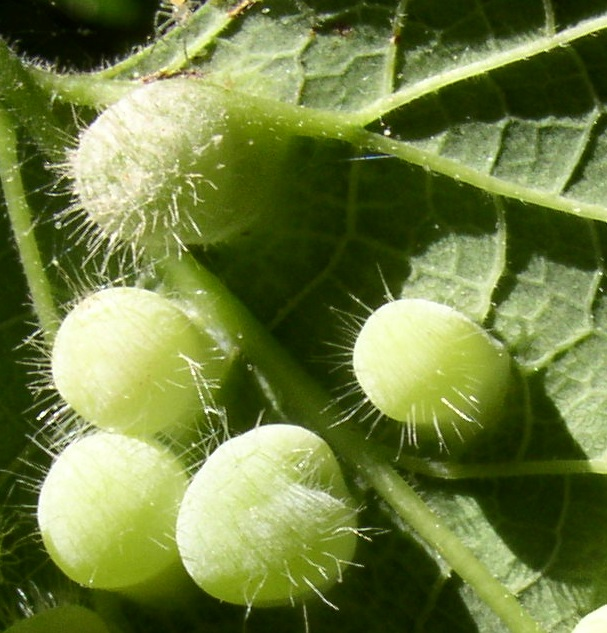
Pachypsylla celtidismamma, agallas
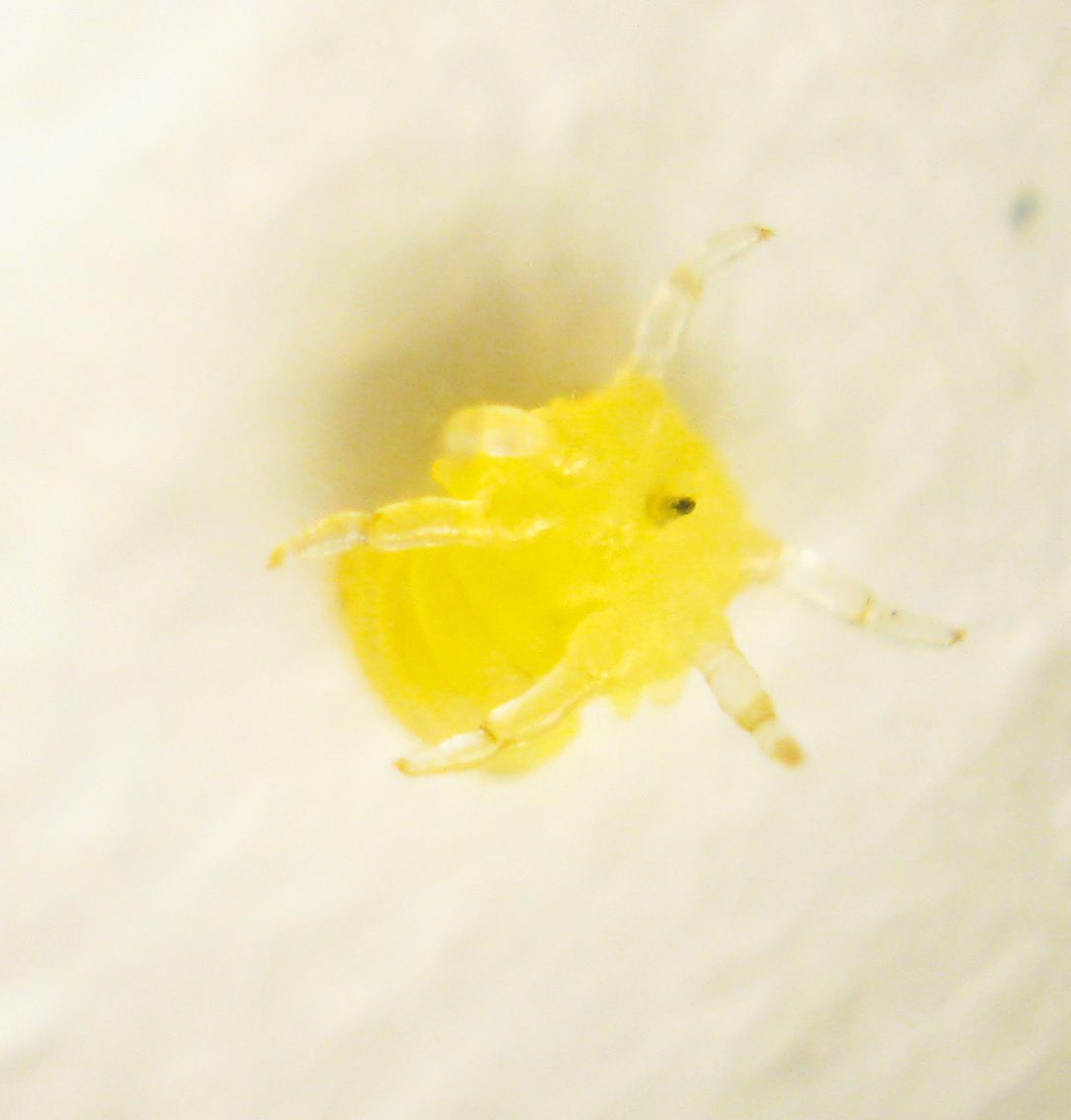
Pachypsylla celtidisumbilicus
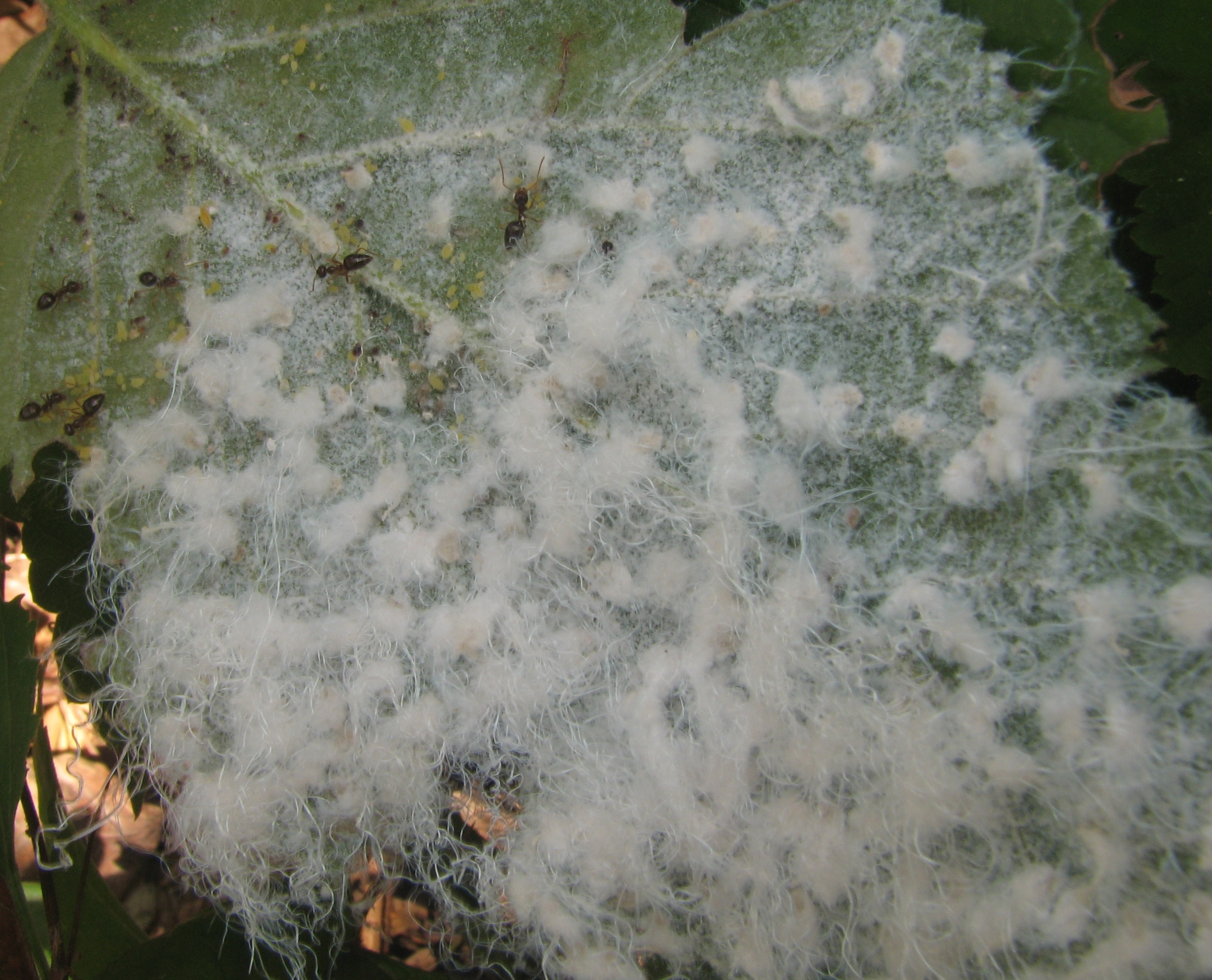
Phylloplecta tripunctata, ninfas en hoja de Rubus